# Cleckheaton
Cleckheaton è un paese di 14.937 abitanti della contea del West Yorkshire, in Inghilterra.